# Ким Гён Хун
Ким Гён Хун (кор. 김경훈, р.15 июля 1975) — южнокорейский тхэквондист, чемпион Азии, Олимпийских и Азиатских игр, призёр чемпионатов мира.

## Биография
Родился в 1975 году. В 1996 году стал чемпионом Азии. На чемпионате мира 1997 года стал бронзовым призёром. В 2000 году завоевал золотую медаль Олимпийских игр в Сиднее. В 2001 году вновь стал бронзовым призёром чемпионата мира. В 2002 году завоевал золотую медаль Азиатских игр.